# Araneus mimosicola
Araneus mimosicola är en spindelart som först beskrevs av Eugène Simon 1884.  
Araneus mimosicola ingår i släktet Araneus och familjen hjulspindlar. Artens utbredningsområde är Sudan. Inga underarter finns listade i Catalogue of Life.